# Franz Wilhelm Harsewinkel
Franz Wilhelm Harsewinkel (* 6. November 1796 in Wiedenbrück; † 3. März 1872 in Münster) war ein Geometer, Regierungskondukteur und Laienmaler.

## Leben
Franz Wilhelm Harsewinkel wurde am 6. November 1796 als Sohn einer Honoratiorenfamilie in Wiedenbrück geboren. Seine Eltern waren Johan Heinrich Wilhelm Ludwig Harsewinkel (1763–1820) und Helena Greve (1770–1837). Die Taufe empfing er am 7. November 1796 in Wiedenbrück.
Nachdem Harsewinkel eine Ausbildung zum Landvermesser machte, arbeitete er als Regierungskondukteur, also als Bauaufseher oder an Vermessungsarbeiten, im westfälischen Münster. Nebenberuflich betätigte er sich als Maler und Zeichenlehrer. Bislang konnten ihm acht Arbeiten, darunter Porträts, religiöse Bilder und eine Ortsansicht aus Münster, nachgewiesen werden.
Harsewinkel starb am 3. März 1872 im Alter von 75 Jahren in Münster.

## Werke
- Mädchen mit Rose, um 1835, Öl auf Leinwand, 100,5 × 69,0 cm
- Die Auswanderer nach Amerika, um 1850, Öl auf Leinwand, 63,5 × 79 cm

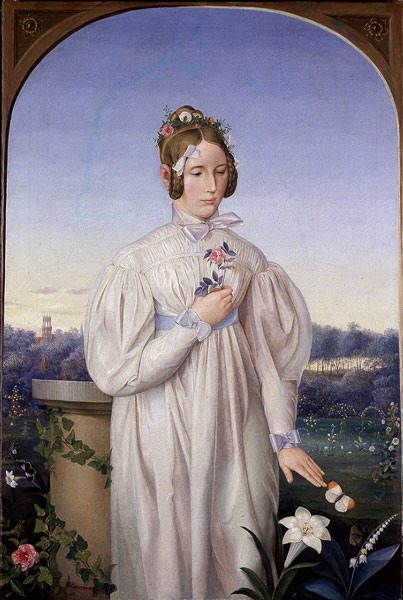
Mädchen mit Rose, um 1835
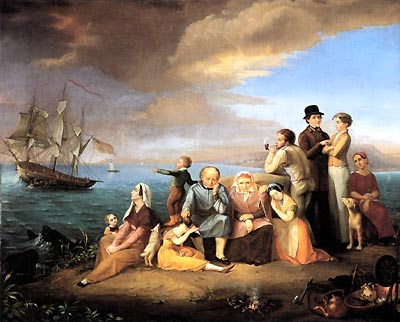
Die Auswanderer nach Amerika, um 1850